# Pierre Hennequin
Pour les articles homonymes, voir Hennequin.
Pierre Hennequin (1772-1849) est un pédagogue français. Il est professeur à l'Université de Moscou de 1827 à 1830.

## Biographie
Jean Pierre Hennequin naît à Metz le 30 janvier 1772. La Révolution française met fin à ses études au séminaire. Il décide alors de se consacrer à la littérature et épouse Lucie Guédén, de six ans sa cadette. Il se rend à Moscou avant 1808. Là, Pierre Hennequin enseigne le français dans les principaux établissements d’instruction publique de Moscou, notamment dans les Instituts de demoiselles nobles, patronnés par l’Impératrice de Russie. En 1818, il rédige un cours de rhétorique de référence, qu'il dédie à l’impératrice de Russie. À partir de 1827, il enseigne à  l'Université de Moscou. Parmi ses étudiants, il compte le jeune activiste et futur critique littéraire Vissarion Belinski. En 1830, Pierre Hennequin décide de se retirer.
Pierre Hennequin décède le 17 janvier 1849. Il est inhumé au Cimetière de la Présentation à Moscou

## Ses publications
- Nouveau cours de rhétorique, à l’usage de la jeunesse des deux sexes ; dédié à sa majesté l’impératrice mère, imprimerie d’Auguste Semen, Moscou, 1818.
- Voyages et aventures d'un jeune marin, Belin-Le Prieur, Paris 1835
- Cours de littérature ancienne et moderne contenant un traité complet de poétique, extrait des meilleurs critiques et commentateurs; enrichi de 700 notices sur les poètes les plus célèbres de tous les temps et de toutes les nations. Ouvrage orné de citations et de traductions de différens poètes en français, en latin, en grec, en russe, en anglais, en allemand, en italien, en espagnol et en portugais, Moscou, 1821-22.
- Poétique élémentaire extraite du cours de littérature ancienne et moderne contenant un traité complet de poétique enrichi de 950 notices sur les poètes les plus célèbres de tous les temps et de toutes les nations. Moscou, 1828.
- L’art épistolaire.
- La syntaxe du participe simplifiée, Moscou, 1828.

## Sources
- Русский биографический словарь: Москва: тип. Г. Лисснера и Д. Совко, 1914 (p. 413-414) (en ligne)